# Typhlops angolensis
Typhlops angolensis este o specie de șerpi din genul Typhlops, familia Typhlopidae, descrisă de Bocage 1866. Conform Catalogue of Life specia Typhlops angolensis nu are subspecii cunoscute.